# Logoteta de l'exèrcit
El logoteta de l'exèrcit (en grec λογοθέτης τοῦ στρατιωτικοῦ, logothetis tu stratiotikú) fou un alt funcionari de la cort imperial romana d'Orient encarregat de la paga i l'abastiment de l'exèrcit romà d'Orient.

## Història i funcions
En un principi, aquesta funció era exercida per logotetes de la prefectura del pretori, però les finances de l'exèrcit en foren separades per formar el seu propi departament cap al 680. El primer logoteta de l'exèrcit documentat fou Julià, el «gloriosíssim antic hípat i patrici», el 680. El càrrec assolí el seu zenit al segle x, abans que les seves funcions fossin transferides al gran logariasta durant el regnat d'Aleix I Comnè (r. 1081–1118). L'últim logoteta de l'exèrcit amb poders reals és esmentat en un crisòbul d'Aleix I promulgat el 1088. A partir d'aquest moment, es convertí en un càrrec purament honorífic. Al segle xiv, Pseudocodí escrigué que ja «no [tenia] cap servei».
No se'n coneixen les competències amb certesa. L'única menció directa del tema es troba a l'obra De Ceremoniis, de l'emperador Constantí VII (r. 913–959), segons la qual el logoteta dels exèrcits s'encarregava de l'exempció i la reimposició d'impostos sobre els regiments. Al segle xi també exercia funcions judicials. Alguns especialistes (com ara Rodolphe Guilland) creuen que el logoteta dels exèrcits s'ocupava dels afers militars de manera genèrica (lleva de tropes, construcció de fortificacions, despeses militars, etc.), hipòtesi que, segons Aleksandr Kajdan, no es pot demostrar.

## Subordinats
Segons De ceremoniis, aquest departament treballava amb set tipus principals de funcionaris:
- els cartularis de l'oficina (χαρτουλάριοι τοῦ σεκρέτου), els seus adjunts;
- els cartularis dels temes (χαρτουλάριοι τῶν θεμάτων), que s'ocupaven de les tropes temàtiques);
- els cartularis dels tagmes (χαρτουλάριοι τῶν ταγμάτων), que s'ocupaven de les tropes dels tagmes;
- els legataris (λεγατάριοι), dels quals es desconeix la funció exacta;[7]
- els opcions (ὀπτίονες), que s'ocupaven de distribuir la paga;
- els protocancellers (πρωτοκαγκελλάριοι), que disposaven de cancellers (καγκελλάριοι); i
- els mandators (μανδάτωρες), que eren missatgers.